# Ernestia quadriseta
Ernestia quadriseta är en tvåhjärtbladig växtart som beskrevs av Otto Karl Berg och José Jéronimo Triana. Ernestia quadriseta ingår i släktet Ernestia och familjen Melastomataceae.
Artens utbredningsområde är Peru. Inga underarter finns listade i Catalogue of Life.